# Eurycnema
Eurycnema is een geslacht van Phasmatodea uit de familie Phasmatidae. De wetenschappelijke naam van dit geslacht is voor het eerst geldig gepubliceerd in 1838 door Serville.

## Soorten
Het geslacht Eurycnema omvat de volgende soorten:
- Eurycnema goliath (Gray, 1834)
- Eurycnema nigrospinosa Redtenbacher, 1908
- Eurycnema osiris (Gray, 1834)
- Eurycnema versirubra (Serville, 1838)